# Цзинь Юйцюань
Цзинь Юйцюань (кит.: 金毓峑; травень 1946) — представник династії Айсін Ґьоро, що правила в Китаї з 1644 по 1912. З 2015 спадкоємець глави династії.

## Біографія
Народився у травні 1946 в Пекіні. Він є першим членом сім'ї, який народився після повалення монархії. Він є другим сином Пуженя, зведеного брата Пу І.
Є професором та віце-президентом Коледжу енергетики та захисту навколишнього середовища Пекінського політехнічного університету. Раніше він працював у Міністерстві освіти КНР з наук про навколишнє та атмосферне середовище, та у Керівному комітеті з інженерних питань.
Брав участь у редакції деяких шкільних підручників. Також він опублікував понад 70 статей у профільних журналах у країні та за кордоном. Він керував і брав участь у низці дослідницьких проектів Проекту 973, Національного фонду природничих наук Китаю, Пекінського фонду природничих наук Китаю, а також інших великих проектах з управління інженерною охороною навколишнього середовища.
Одружений з Чен Ін'їн. Є донька Цзінь Цзюнь.